# Nazaré Paulista
Pour les articles homonymes, voir Nazaré.
Nazaré Paulista est une municipalité brésilienne de l'État de São Paulo et la Microrégion de Bragança Paulista.